# Liste der Mitglieder der Landesversammlung des Freistaates Sachsen-Gotha (1920)
Diese Liste nennt die Mitglieder der Landesversammlung des Freistaates Sachsen-Gotha in der ersten Wahlperiode (1919–1920).

## Hintergrund
Die Landesversammlung des Freistaates Gotha (auch Gothaer Landesversammlung oder Landesversammlung für den Staat Gotha) bestand aus 19 Abgeordneten und wurde am 30. Mai 1919 im Freistaat Sachsen-Gotha gewählt. Es handelte sich um vorgezogene Neuwahlen. Es ergab sich folgendes Wahlergebnis:
| Partei             | Prozent | Sitze |
| ------------------ | ------- | ----- |
| Thüringer Landbund | 23,9    | 5     |
| DDP                | 8,7     | 1     |
| DNVP               | 4,7     | 1     |
| DVP                | 14,6    | 3     |
| SPD                | 4,6     | –     |
| USPD               | 43,5    | 9     |

## Liste
| Name                  | Partei | Beschreibung                                  | Anmerkungen                     |
| --------------------- | ------ | --------------------------------------------- | ------------------------------- |
| Auguste Drechsel      | USPD   | Arbeiterfrau aus Gotha                        |                                 |
| August Görlach        | DNVP   | Landwirt aus Molschleben                      | Alterspräsident, Präsident      |
| Franz Goldbach        | ThLB   | Landwirt in Sundhausen                        |                                 |
| Emil Grabow           | USPD   | Arbeitersekretär in Gotha                     |                                 |
| Alfred Greif          | USPD   | Konsumvereinsangestellter aus Ibenhain        |                                 |
| Otto Geithner         | USPD   | Redakteur aus Gotha                           |                                 |
| Heinrich Kaufmann     |        | Landwirt in Wolfsbehringen                    |                                 |
| Hermann Anders Krüger | DDP    | Dr., Professor aus Neudietendorf              |                                 |
| Ernst Loos            |        | Ingenieur aus Gotha                           |                                 |
| Karl Pfestorf         |        | Schultheiß in Körner                          | stellvertretender Schriftführer |
| Bernhard Rebling      |        | Rentner aus Gotha                             |                                 |
| Hugo Riehmann         | ThlB   | Landwirt und Schmiedemeister in Sülzenbrücken |                                 |
| Adolf Schauder        | USPD   | Bildhauer aus Ohrdruff                        |                                 |
| Gustav Scholz         |        | Oberhofprediger a. D. in Gotha                | Schriftführer                   |
| Albin Tenner          | USPD   | Volksschullehrer a. D. in Gotha               |                                 |
| Max Wahl              | USPD   | Expedient aus Mehlis                          |                                 |
| Fritz Wiegleb         | USPD   | Schriftsetzer aus Friedrichroda               |                                 |
| Georg Witzmann        | DVP    | Dr. Schuldirektor aus Gotha                   | Vizepräsident                   |
| Heinrich Wolf         | USPD   | Kaufmann aus Tambach-Dietharz                 |                                 |